# Flugunfall der Aeroflot bei Netrubesch
Am 14. Januar 1946 verunglückte beim Flugunfall der Aeroflot bei Netrubesch auf einem innersowjetischen Linienflug vom Flughafen Charkiw zum Flughafen Moskau-Wnukowo eine Lissunow Li-2, wobei alle 22 Insassen starben.

## Maschine
Das Flugzeug war eine 1945 gebaute Lissunow Li-2. Bei diesem Flugzeugtyp handelte es sich um einen sowjetischen Lizenznachbau der Douglas DC-3. Die Maschine trug das Luftfahrzeugkennzeichen CCCP-Л4150 (SSSR-L4150), die Werknummer 18420001, die Modellseriennummer 200-01 und wurde seit ihrer Auslieferung durchgehend von der Aeroflot betrieben. Sie wurde von zwei luftgekühlten 9-Zylinder-Sternmotoren vom Typ M-62IR angetrieben. Bis zum Zeitpunkt des Unfalls hatte die Maschine eine kumulierte Betriebsleistung von 635 Betriebsstunden absolviert.

## Insassen und Fracht
Den Flug von Charkiw nach Moskau-Wnukowo hatten 17 Passagiere angetreten. Es befand sich eine fünfköpfige Besatzung an Bord. Der Flugkapitän, der im rechten Pilotensitz Platz genommen hatte, hatte die Aufgabe, den Ersten Offizier, der im linken Pilotensitz saß, auf der Strecke zu prüfen und ihn mit der Flugroute vertraut zu machen. Es waren 368 kg Gepäck an Bord.

## Wetter
Für die Strecke Charkiw – Moskau waren unterbrochene Wolkenschichten, Stratocumuluswolken in 300–600 m Höhe, Sichtweiten von 4 bis 10 km vorhergesagt bei einem Westwind mit Windgeschwindigkeiten von 20–30 km/h und Dunst.

## Unfallhergang
Der Start der Maschine erfolgte um 10:18 Uhr. Während des Fluges in einer Höhe von etwa 400–600 Metern durchflog die Maschine eine Zone mit starken Vereisungsbedingungen. Dies führte zu einem Flattern des Hecks, das auf die Flugzeugstruktur einwirkte. Nach einer Stunde und 17 Minuten Flugzeit brach ein Teil des linken Höhenruders infolge eines Materialversagens ab. Infolgedessen geriet das Flugzeug ins Trudeln. Die Piloten versuchten die Lissunow in einer Höhe von etwa 150 bis 200 Metern abzufangen, als die Maschine in der Luft auseinanderbrach und bei Netrubesch, etwa 75 km nordöstlich von Kursk, abstürzte. Alle 22 Insassen kamen ums Leben.

## Ursache
Die Trümmerstreuung und Zeugenaussagen ergaben, dass die Maschine in einer Höhe von 150 bis 200 Metern auseinandergebrochen war. Das linke Höhenruder wurde in zwei Kilometern Entfernung zum Fundort des Hauptwracks gefunden.
Als Unfallursache wurde der Abriss des linken Höhenruders im Flug angegeben. Hauptgrund für den Unfall sei eine fehlerhafte Wettervorhersage des Fluginformationsdienstes am Flughafen Charkiw gewesen, die keine Vereisungsbedingungen für die zu fliegende Strecke voraussagte. Gleichzeitig habe der Fluginformationsdienst von Wnukowo all diese meteorologischen Phänomene vorausgesagt. Das Vorhandensein von Vereisungsbedingungen wurde von den Besatzungen zweier weiterer Maschinen, die an diesem Tag auf derselben Flugstrecke geflogen waren, bestätigt.
Die Kommission ging davon aus, dass der verantwortliche Pilot auf dem Flug in einer Höhe von 400–600 m auf eine Wolkendecke gestoßen war und beschlossen hatte, diese zu überwinden. Nachdem das Flugzeug zu steigen begonnen hatte und in die Wolke eingeflogen war, sei es in eine starke Vereisungszone geraten. Die Enteisungsvorrichtung habe wirksam eine Eisbildung an den Tragflächenvorderkanten verhindert, an den Höhenrudern habe die Enteisungsvorrichtung jedoch nur mangelhaft gewirkt und eine Eisbildung nicht verhindern können. Es habe sich ein Eisansatz mit einer Dicke von 10–12 mm mit einem steilen Übergang zur Oberfläche der Höhenruder gebildet. Dies habe zu Turbulenzen im Luftstrom an der Oberfläche der Höhenruder geführt, die eine starke Vibration derselben verursachten. Nach dem Abriss des Höhenruders sei die Maschine nach rechts gerollt, wobei der Kapitän ein Überrollen zu verhindern versuchte, indem er mit dem Seitenruder nach links gegensteuerte. Indem er die Querruder nach links ausschlagen ließ, versuchte er zudem, die geflogene Rechtskurve zu unterbrechen. Da dies damit nicht zu erreichen war, versuchte der Kapitän die Maschine durch asymmetrische Schubzufuhr unter Kontrolle zu bringen. Die Maschine sei daraufhin innerhalb der Wolkendecke aus einer Flughöhe von 1.000 Metern in ein linkswärtiges Trudeln geraten, welches die Piloten aufgrund fehlerhafter Anzeigen und eines vibrierenden Armaturenbrettes nicht erkennen konnten. Als das Flugzeug in einer Höhe von 200–250 m die Wolkendecke durchbrach, versuchten die Piloten, die den Boden und die wahre Position des Flugzeugs nun erkennen konnten, die Maschine abrupt aus dem Sinkflug abzufangen und sie zur Seite zu rollen. Durch die daraus resultierende Strukturüberlastung brach das Flugzeug in der Luft auseinander.